# Sphaerochabria
Sphaerochabria is een geslacht van kevers uit de familie bladkevers (Chrysomelidae).
De wetenschappelijke naam van het geslacht werd in 1999 gepubliceerd door Medvedev.

## Soorten
- Sphaerochabria nepalica Medvedev, 1999